# Grive tachetée
Geokichla guttata
Espèce
Synonymes
- Zoothera guttata
- Turdus fischeri
- Zoothera fischeri

Statut de conservation UICN

 VU C2a(i); D1 : Vulnérable
La Grive tachetée (Geokichla guttata, anciennement Zoothera guttata) est une espèce de passereaux de la famille des Turdidae.

## Description
L’adulte a le front et la calotte brun-olive foncé, la nuque est un peu plus pâle. La région pré-orbitaire, le cercle oculaire, la ligne malaire et une tache sur les couvertures auriculaires sont de couleur blanche, le cercle oculaire étant interrompu par du noir au-dessus et au-dessous de l'œil ; une tache sombre devant l'œil, une tache noire sur la face sous l'œil et une autre derrière les couvertures auriculaires sont visibles.

Les parties supérieures, y compris les scapulaires, sont brun-olive foncé, quelques plumes au milieu du manteau ont des tiges blanchâtres ; les plumes de la queue sont brun-olive, la paire la plus externe présentant une grande tache blanche triangulaire, principalement sur la face intérieure, s'étendant légèrement sur l'extrémité.

Le menton et la gorge sont blancs, parfois avec quelques petites taches noirâtres ; présence d’une moustache noire bien visible.

Les parties inférieures sont blanches, teintées de chamois sur la poitrine et les flancs, avec de grandes taches brun-noirâtre en forme de goutte, celles des flancs se rejoignant parfois pour former des barres irrégulières ; le centre de l'abdomen et des couvertures sous-caudales sont légèrement chamois et sans taches.

Les primaires et les secondaires sont brun-grisâtre bordées de chamois pâle, la petite couverture est brun-olive avec des taches chamois peu distinctes à l'extrémité, la couverture médiane est noire largement bordée de taches blanches triangulaires, la grande couverture semblable mais avec la face intérieure brun-olive et des taches blanches plus petites, l’ alula avec l’extérieur brun-chamois et l’intérieur gris-brun, la grande couverture primaire est brun-noirâtre avec une tache médiane variant d’ ocre à chamois ; les axillaires sont blancs avec la pointe brun-olive, la couverture sous-alaire est brun noirâtre terminée de blanc, une  large bande blanche est présente au centre de la face inférieure des secondaires et sur toutes les primaires à l’exception de deux externes.

Le bec est noir-brunâtre avec la base de la mandibule inférieure blanche chamoisée à gris-brun pâle ou jaunâtre ; une petite tache de peau nue rose à gris-rosé ou bleu-violacé est visible derrière l'œil ; les yeux sont brun à brun foncé ; les pattes et les pieds sont de couleur chair blanchâtre à rosâtre pâle.

Les sexes sont semblables.

Les juvéniles ont la calotte et le manteau striés et tachetés de chamois ; la nuque est rousse ; les taches sur les parties inférieures sont plus fines, la couverture sous-caudale est chamois lavé ; présence de quelques taches de rouille sur la couverture alaire.

## Population
Cette espèce a une population globale de 400 à 800 couples.

## Répartition
La grive tachetée est présente en petites populations très fragmentées dans les forêts de montagne du Soudan, de la République Démocratique du Congo, de la Tanzanie, du sud du Malawi, en Afrique du Sud (KwaZulu-Natal et Cap-Oriental) et dans le nord du Mozambique (mont Mabu).

C'est une espèce répandue mais méconnue dont il existe cinq sous-espèces parmi lesquelles la belcheri qui n'est connue qu'au Malawi où le mont Mulanje est potentiellement son dernier bastion. Alors que celui-ci est officiellement protégé en tant que réserve forestière, la déforestation et les incendies incontrôlés font des ravages, dégradant les parcelles de forêt à feuilles persistantes. Par conséquent, le statut de la sous-espèce est actuellement inconnu. Elle est considérée comme entièrement limitée à la forêt sempervirente montagnarde.

Ces sous-espèces fréquentent des parcelles isolées de forêts sempervirentes humides. Deux sont migratrices et côtières, l'une (geokichla guttata fischeri) au Kenya, en Tanzanie et probablement au Mozambique, et l'autre (geokichla guttata guttata) en Afrique du Sud. Une résidente (geokichla guttata belcheri) se trouve au Malawi, et les deux autres sont connues à partir de spécimens uniques au Soudan (geokichla guttata maxis) et en République démocratique du Congo (geokichla guttata lippensi),.

## Sous-espèces
D'après la classification de référence (version 12.1, 2022) du Congrès ornithologique international, cette espèce est constituée des quatre sous-espèces suivantes (ordre phylogénique) :
- geokichla guttata maxis (Nikolaus, 1982) ;
- geokichla guttata fisheri (Hellmayr, 1901) ;
- geokichla guttata belcheri (Benson, 1950) ;
- geokichla guttata lippensi (Prigogine & Michel Louette (en), 1984) ;
- geokichla guttata guttata (Vigors, 1831).

## Habitat
L'espèce fréquente des habitats forestiers ombragés (forêts humides et sèches) tapissés d’une épaisse couche de feuilles mortes où il déniche sa nourriture.

En Afrique du Sud, on la voit sur les zones côtières, dans les forêts mais aussi dans la brousse humide ainsi qu’à l'intérieur des terres.

## Alimentation
Elle se nourrit parmi les branches inférieures des arbres feuillus, sur les bûches pourries et sur le sol de la forêt en grattant la litière de feuilles à la recherche de graines, de fruits, d'insectes et de leurs larves, et de mollusques terrestres.

## Reproduction
La taille des couvées est de 2 œufs pour les couples au Malawi et de 2 à 3 œufs en Afrique du Sud.

Son nid ressemble à une coupe ou un bol construit à partir de végétation, de petites brindilles, de boue, de feuilles, de racines, tapissé de matière végétale et de plumes ; la composition exacte des matériaux dépend de l'habitat et diffère donc entre les sous-espèces. Souvent placé sur une branche horizontale à 2-3 mètres du sol près du tronc, l'espèce ne cache pas bien ses nids, et ils ont tendance à être très exposés et faciles à trouver conduisant à un faible taux de succès de reproduction.

Les serpents, les rapaces et les chats domestiques sont les principaux prédateurs des nids.

## Menaces
La destruction de l'habitat est identifié comme la principale menace.

La collecte de bois de chauffage dans les villages et les incendies de forêt, l'exploitation forestière du cèdre de Mulanje ainsi que le piégeage comptent également au nombre des menaces.